# 長體圓口鯔
長體圓口鯔（学名：Agonostomus monticola）為輻鰭魚綱鯔形目鯔科的其中一種，其种加词“monticola”意为“生长在山地的”。分布於美洲，從美國北卡羅萊納州、墨西哥灣、西印度群島至哥倫比亞、委內瑞拉的淡水及半鹹水水域，體長可達36公分，棲息在河口區、溪流，可做為食用魚。